# Войцехувка (гміна Білобжеґі)
Войцехувка (пол. Wojciechówka) — село в Польщі, у гміні Білобжеґі Білобжезького повіту Мазовецького воєводства.